# ダクトスペース
ダクトスペースは、建築物においてダクトの通るスペースのこと。建築平面図では DS と表記される。部屋が鉄板製のダクトでいっぱいになり、他の用途では使用できない。
2階以上の建物で、下の階から上の階までこのスペースが貫通する場合は「シャフト」と呼ばれる。この場合、床と天井がない何フロア分かの吹き抜けとなる。このシャフトに上下階に貫通する鉄板製のダクトを配置する場合と、吹き抜けの壁であるコンクリート躯体そのものを利用してダクトする場合がある（通称「コンクリートダクト」）。主な用途は、排煙や給気のための通気である。
このシャフトを配管が占有する場合はパイプシャフト、エレベーターが占有する場合は、エレベータシャフトと呼ばれる。